# Šifriranje sporočil
Šifriranje sporočil je pretvorba (šifriranje)  sporočila  v tako obliko, da ga praviloma nepooblaščene osebe ne morejo razumeti. 
Veda kriptografíja ali skrivnopisje (grško kryptós - skrit + gráphein - pisati) je znanstvena veda o tajnosti, šifriranju, zakrivanju sporočil in o razkrivanju šifriranih podatkov. Kriptografija pri tem uporablja jezikoslovne in matematične postopke. Osnovno sporočilo po navadi imenujemo čistopis (angleško cleartext, plaintext), zašifrirano pa šifropis ali tajnopis (angl. ciphertext).
Originalni tekst se z uporabo nekega algoritma in šifre pretvori v nerazumljiv niz znakov. Namen je, da vsebina sporočila ni razumljiva nepooblaščeni osebi, če tako sporočilo prestreže. Uporaba je razširjena v diplomaciji, oboroženih silah, obveščevalni dejavnosti in vedno pogosteje tudi v poslovnem svetu. Za šifriranje (izdelava šifriranega sporočila) in dešifriranje (pretvorba šifriranega sporočila v izvirni tekst) se danes uporabljajo računalniki. Računalniki so z razvojem algoritmov in podaljševanjem šifre postali nujni za odkrivanje algoritmov in šifer prestreženih tujih sporočil. Šifriranje sporočil se uporablja vsaj od antike naprej.
Najbolj znan sistem šifriranja sporočil je Enigma. Osnova Enigme je mehanska naprava v obliki pisalnega stroja z večjim številom kolesc, katerih nastavitve so se stalno spreminjale. Razvita je bila v Tretjem rajhu, uporabljala pa jo je predvsem vojna mornarica. Zavezniki so odkrili (zlomili) ta sistem šifriranja.
Šifrirana sporočila se pošiljajo po radijski zvezah in danes seveda po elektronski pošti.
Enkripcija v novejših časih
V novejših časih pa se je šifriranje oz. enkripcija drastično spremenila. Podatki oz.vsebine sporočila doživljajo danes dva napada. Eden je pasivni,drugi pa aktivni.
Pasivni napad dejansko ne spreminja vsebine ampak le pregleda, sploh če gre za kakšna osebna in zelo delikatna sporočila. Lahko se nepridiprav pretvarja da je pošiljatelj. Bolj gre za prisluškovanje te izmenjave sporočil. 
Aktivni napadi so bolj nevarni od pasivnih. Aktivni napadi lahko spreminjajo vsebino nekega sporočila, in pravtako pretvarjajo da je pošiljatelj in s tem lahko ogroži položaj nekoga.
Zato da se pošiljatelj pred tem zavaruje, je da to odprto sporočilo spremeni v kriptirano s ključem K01. Ko pošiljatelj pritisne gumb "Pošlji", sporočilo teče skozi nezavarovan kanal in takrat nastopijo nepridipravi, ki skušajo vdreti v to sporočilo. Če jim to ne uspe, in ko sporočilo prejme prejemnik ga dešifrira s ključem K02. Ampak še vedno poskusijo da se pretvarjajo kot pošiljatelj. V tem primeru nas reši digitalni podpis ki si ga lahko pridobite na svoji občini.